# خوان خوسيه مياس
خوان خوسيه مياس (بالإسبانية: Juan José Millás) كاتب، روائي وقاصّ أسباني. مواليد فالنسيا في أسبانيا عام 1946. عاش في مدينة مدريد ويعمل في الصحافة. درس خوان الفلسفة والآداب في جامعة كوم بلوتس، وهو أحد كتاب مايسمى بجيل 68، ويشير هذا المسمى إلى أهم كتاب الأدب الأسباني المعاصر مثل إنريكيبيلا ماتاس وخابيير مارياس. نشرت أولى أعماله الروائية في عام 1974 بعنوان (العقل هو الظلال)، ومن أشهر أعماله أيضًا: (هكذا كانت الوحدة)، ونال عليها جائزة نادال الإسبانية في عام 1990. كما فاز بعدد من الجوائز الأخرى مثل بلانيتا وجائزة الدولة وجائزة سيسامو، وترجمت أعماله لأكثر من 23 لغة حول العالم.

## أبرز أعماله
1. امرأتان في براغ
2. الأشياء تنادينا
3. هي تتخيل
4. هكذا كانت الوحدة
5. قصتي الحقيقية
6. العقل هو الظلال

## روابط خارجية
- خوان خوسيه مياس على موقع IMDb (الإنجليزية)
- خوان خوسيه مياس على موقع مونزينجر (الألمانية)